# Alfred Kienzle
Alfred Kienzle (n. 1 mai 1913, Stuttgart, Imperiul German – d. 4 septembrie 1940, Reims, Franța) a fost un jucător de polo pe apă ce a reprezentat Germania, medaliat olimpic. A participat la 1 ediție a Jocurilor Olimpice (1936) în care a câștigat 1 medalie de argint.

## Participări
Lista de mai jos prezintă principalele competiții la care a participat Alfred Kienzle de-a lungul carierei.
- Jocurile Olimpice de vară din 1936